# Glamočani (Laktaši)
Glamočani (szerbül: Гламочани), település Bosznia-Hercegovinában, Laktaši községben, Bosanska krajina területén, a Szerb Köztársaságban. 

## Fekvése
Bosznia-Hercegovina északi részén, Banja Lukától légvonalban 12, közúton 14 km-re északra, községközpontjától légvonalban 6, közúton 9 km-re délnyugatra, a Banjalučka Kozara-hegység keleti nyúlványain és az Orbász bal partján, a Bukovica-patak torkolatánál, szétszórtan, 130-280 méteres magasságban fekszik. Itt halad át az a fontos főút, amely összeköti Banja Lukát a Zágráb - Belgrád autópályával.

## Népessége
| Nemzetiségi csoport | Népesség 1991 | Népesség 2013 |
| ------------------- | ------------- | ------------- |
| Szerb               | 1231          | 1878          |
| Bosnyák             | 124           | 1             |
| Horvát              | 20            | 29            |
| Jugoszláv           | 118           | 7             |
| Egyéb               | 119           | 53            |
| Összesen            | 1612          | 1968          |

## Története
A település 1878-ig tartozott az Oszmán Birodalomhoz, ekkor a berlini kongresszus határozata alapján az Osztrák-Magyar Monarchia része lett. 1879-ben az első osztrák-magyar népszámlálás során a Banja Luka-i járáshoz tartozó településnek 35 háztartása és 258 ortodox lakosa volt. 1910-ben a Banja Luka-i járáshoz tartozó településen 68 háztartást, 431 ortodox, 30 muszlim, 4 római katolikus és 11 görög katolikus lakost találtak. A monarchia szétesésével 1918-ban előbb a Szerb-Horvát-Szlovén Királyság, majd 1929-től a Jugoszláv Királyság része. 1921-ben a községnek 97 háztartása és 572 lakosa volt. Az 1929-es törvény értelmében, amikor Bosznia-Hercegovinát négy banovinára, Drinskára, Vrbaskára, Zetskára és Primorskára osztották, a település a Vrbaska banovina része lett, amelynek székhelye Banja Luka volt. 
Jugoszlávia megszállása után a Független Horvát Állam (NDH) része lett. A második világháború után a szocialista Jugoszláviához tartozott. A daytoni békeszerződést követő területfelosztásnál Laktaši község részeként a Szerb Köztársaság területéhez került. 

## Nevezetességei
A Boldogságos Szűz Mária mennybevétele tiszteletére szentelt ortodox templomát 2021. szeptember 26-án szentelte fel Jefrem Banja Luka-i ortodox püspök.